# Women's All-Island Cup 2023
Navigation
Édition suivante
La Women's All-Island Cup 2023 est la saison inaugurale de la compétition. Elle met aux prises seize équipes issues des deux pays pendant le temps de l'interruption des championnats à cause de la coupe du monde féminine de football qui se déroule en Australie et en Nouvelle-Zélande. C'est la première compétition qui réunit des clubs féminins de toute l'île d'Irlande.
Elle se déroule en juin et juillet 2023 en Irlande et en Irlande du Nord. 

## Organisation
Les équipes participantes sont Cliftonville, Crusaders, Derry City, Glentoran et Linfield pour l'Irlande du Nord et Athlone Town, Bohemians, Cork City, DLR Waves, Galway United, Peamount United, Shamrock Rovers, Shelbourne, Sligo Rovers, Treaty United et Wexford Youths pour l'Irlande. Les équipes sont réparties en 4 poules de 4, les premières de chaque groupe sont qualifiées pour les demi-finales.
Juste avant le commencement de la compétition, Sion Swifts Ladies est appelé pour replacer le Derry City Ladies dans la poule B.

## Compétition
| Groupe A      | Groupe B        | Groupe C        | Groupe D           |
| ------------- | --------------- | --------------- | ------------------ |
| Shelbourne FC | Cliftonville FC | Glentoran FC    | Crusaders Strikers |
| Galway United | Sion Swifts     | Peamount United | Cork City          |
| Athlone Town  | Bohemian FC     | Shamrock Rovers | DLR Waves          |
| Linfield FC   | Sligo Rovers    | Wexford Youths  | Treaty United      |

### Premier tour

#### Groupe A
| Rang | Équipe              | Pts | J | G | N | P | Bp | Bc | Diff |  | Résultats (▼ dom., ► ext.) | GAL | SHE | ATH | LIN |
| ---- | ------------------- | --- | - | - | - | - | -- | -- | ---- |  | -------------------------- | --- | --- | --- | --- |
| 1    | Galway United Women | 7   | 3 | 2 | 1 | 0 | 3  | 0  | +3   |  | Galway United Women        |     | 2-0 | 0-0 |     |
| 2    | Shelbourne Ladies   | 4   | 3 | 1 | 1 | 1 | 5  | 4  | +1   |  | Shelbourne Ladies          |     |     |     | 1-1 |
| 3    | Athlone Town Ladies | 4   | 3 | 1 | 1 | 1 | 3  | 5  | -2   |  | Athlone Town Ladies        |     | 1-4 |     |     |
| 4    | Linfield Ladies     | 1   | 3 | 0 | 1 | 2 | 2  | 4  | -2   |  | Linfield Ladies            | 0-1 |     | 1-2 |     |

#### Groupe B
| Rang | Équipe              | Pts | J | G | N | P | Bp | Bc | Diff |  | Résultats (▼ dom., ► ext.) | CLI | SIO | BOH | SLI |
| ---- | ------------------- | --- | - | - | - | - | -- | -- | ---- |  | -------------------------- | --- | --- | --- | --- |
| 1    | Cliftonville Ladies | 7   | 3 | 2 | 1 | 0 | 5  | 3  | +2   |  | Cliftonville Ladies        |     | 2-1 |     | 1-1 |
| 2    | Sion Swifts Ladies  | 6   | 3 | 2 | 0 | 1 | 6  | 3  | +3   |  | Sion Swifts Ladies         |     |     | 1-0 | 4-1 |
| 3    | Bohemian Women      | 3   | 3 | 1 | 0 | 2 | 4  | 4  | 0    |  | Bohemian Women             | 1-2 |     |     | 3-1 |
| 4    | Sligo Rovers Women  | 1   | 3 | 0 | 1 | 2 | 3  | 8  | -5   |  | Sligo Rovers Women         |     |     | 1-3 |     |

#### Groupe C
| Rang | Équipe                 | Pts | J | G | N | P | Bp | Bc | Diff |  | Résultats (▼ dom., ► ext.) | WEX | SHA | GLT | PEA |
| ---- | ---------------------- | --- | - | - | - | - | -- | -- | ---- |  | -------------------------- | --- | --- | --- | --- |
| 1    | Wexford Youths WFC     | 7   | 3 | 2 | 1 | 0 | 8  | 5  | +3   |  | Wexford Youths WFC         |     | 5-3 |     |     |
| 2    | Shamrock Rovers Ladies | 6   | 3 | 2 | 0 | 1 | 8  | 8  | 0    |  | Shamrock Rovers Ladies     |     |     |     | 2-1 |
| 3    | Glentoran Women's      | 4   | 3 | 1 | 1 | 1 | 4  | 4  | 0    |  | Glentoran Women's          |     | 2-3 |     |     |
| 4    | Peamount United        | 0   | 3 | 0 | 0 | 3 | 2  | 9  | -7   |  | Peamount United            | 1-2 |     | 0-5 |     |

#### Groupe D
| Rang | Équipe             | Pts | J | G | N | P | Bp | Bc | Diff |  | Résultats (▼ dom., ► ext.) | COR | DLR | CRU | TRE |
| ---- | ------------------ | --- | - | - | - | - | -- | -- | ---- |  | -------------------------- | --- | --- | --- | --- |
| 1    | Cork City WFC      | 9   | 3 | 3 | 0 | 0 | 6  | 2  | +4   |  | Cork City WFC              |     | 2-1 |     |     |
| 2    | DLR Waves          | 6   | 3 | 2 | 0 | 1 | 6  | 3  | +3   |  | DLR Waves                  |     |     | 3-1 |     |
| 3    | Crusaders Strikers | 3   | 3 | 1 | 0 | 2 | 4  | 6  | -2   |  | Crusaders Strikers         | 0-1 |     |     | 3-2 |
| 4    | Treaty United      | 0   | 3 | 0 | 0 | 3 | 3  | 8  | -5   |  | Treaty United              | 1-3 | 0-2 |     |     |

### Demi-finales
| Demi-finale 1        | Wexford Youths WFC | 1 – 1 | Galway United Women | Ferrycarrig Park |  |
| 8 juillet 2023 16:00 | Rianna Jarrett 52e | (0–0) | 70e Kate Thompson   |                  |  |
| 8 juillet 2023 16:00 | Rapport            |       |                     |                  |  |
| 8 juillet 2023 16:00 | Tirs au but 3-4    |       |                     |                  |  |

| Demi-finale 2        | Cliftonville Ladies    | 1 – 0 | Cork City WFC | Stade de Solitude         |                           |
| 9 juillet 2023 14:00 | Caitlin McGuinness 11e | (1–0) |               | Arbitrage : Stephen Logan | Arbitrage : Stephen Logan |
| 9 juillet 2023 14:00 | Rapport                |       |               | Arbitrage : Stephen Logan | Arbitrage : Stephen Logan |

### Finale
| Finale                | Galway United Women | 1 – 0   | Cliftonville Ladies | The Showgrounds   |                   |
| 23 juillet 2023 15:00 | Gemma McGuinness 11e | (1–0)   | | Spectateurs : 579 | Spectateurs : 579 |
| 23 juillet 2023 15:00 | Rapport |         | | Spectateurs : 579 | Spectateurs : 579 |
| 23 juillet 2023 15:00 | Jessica Berlin ; Aoibheann Costello, Eve Dossen, Jamie Erickson, Therese Kinnevey ; Isabella Beletic, Gemma McGuinness (Nicole McNamara 87e), Lynsey McKey (Jodie Griffin 79e), Jenna Slattery, Kate Thompson; Aislinn Meaney (Rola Olusola 74e). | Équipes | Rachael Norney ; Kelsie Burrows, Hannah Doherty, Toni-Leigh Finnegan (Kirsty McGuinness 60e), Fi Morgan ; Marissa Callaghan, Vicky Carleton, Danielle Maxwell, Louise McDaniel (Katie Markey 86e), Orleigha McGuinness (Yasmin White 70e) ; Caitlin McGuinness. | Spectateurs : 579 | Spectateurs : 579 |